# Oileo (Iliade)
Oileo è un personaggio dell'Iliade di Omero, menzionato nel libro 11.

## Il mito

### Le origini
Oileo era un troiano vissuto al tempo del re Priamo. Come molti suoi concittadini partecipò alla difesa della sua città quando essa venne assediata dagli achei, facendo da auriga al compagno Bienore.

### La morte
Bienore e Oileo vennero assaliti durante una battaglia da Agamennone. Questi prima uccise Bienore; Oileo cercò di vendicarlo, ma una lancia del nemico lo raggiunse al cranio, spappolandogli il cervello.